# Manuel Gil Maestre

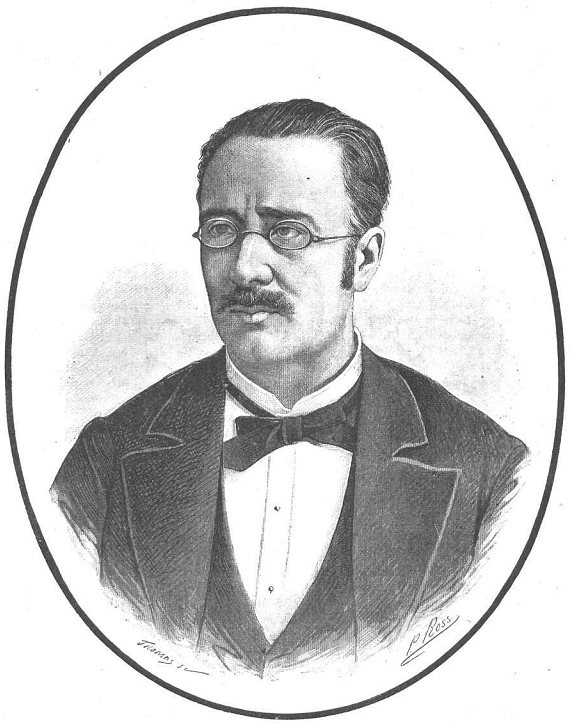
Gil Maestre hacia 1883, en La Ilustració Catalana.

Manuel Gil Maestre (ca. 1844-1912) fue un jurista, sociólogo, político y escritor español.

## Biografía
Nacido en Salamanca hacia 1844 o 1845, era hijo del abogado y diputado Álvaro Gil Sanz. Gobernador civil de Barcelona en 1883, fue autor de obras como La criminalidad en Barcelona y en las grandes poblaciones (1886), en el que trata entre otros temas el de la prostitución en la ciudad; Los malhechores de Madrid (1889); Los problemas del trabajo y el socialismo (1897) o El anarquismo en España y en especial el de Barcelona (1897), una obra influida por el criminalista italiano Cesare Lombroso sobre el anarquismo de fin de siècle; entre otras.
Miembro correspondiente de la Real Academia de la Historia y colaborador de publicaciones periódicas como Revista Contemporánea Salmantina, La América, Revista de España, Revista del Círculo Agrícola Salmantino, La Correspondencia Médica, Revista Contemporánea o El Adelanto de Salamanca —de la que fue director—, falleció en Madrid en abril de 1912.